# Waran wielki
Waran wielki (Varanus giganteus) – gatunek gada z rodziny waranowatych (Varanidae). Jedna z największych jaszczurek na świecie.
OpisDość smukła jaszczurka z wyraźnie dużą głową. Skóra na grzbiecie jest brązowa lub czarna z rzędami wielkich jasnych plam. Młode osobniki są jaśniej ubarwione niż dorosłe.
RozmiaryDługość do 250 cm
masa ciała do 15 kg

WystępowanieAustralia – od zachodnich wybrzeży Australii Zachodniej przez południe Terytorium Północnego i północ Australii Południowej po zachodni Queensland.
BiotopSuche i skaliste obszary.
PokarmDuże owady, węże, jaszczurki, ptaki, małe ssaki, padlina, jaja gadów i ptaków. Zdarzało się, że ich ofiarą padały małe kangury. Żyjące na wybrzeżu zjadają wylęgłe małe żółwie morskie pełzające do morza. Mniejsze warany mogą paść ofiarą dorosłych.